# 米基
米基（希臘語：Μύκη）是希腊东马其顿和色雷斯大区克桑西专区的市镇，行政中心为斯明西村。市镇面积为633.3平方公里，2021年人口数量为14,237人。市镇居民大多数为穆斯林。
现今范围的市镇设立于2011年地方政府改革中，由原4个市镇合并而成，原市镇则成为此市镇的4个市区。米基市区（即原米基市镇）的面积为314.874平方公里，2021年人口数量为11,288人。